# Ophiodothella panamensis
Ophiodothella panamensis är en svampart som beskrevs av F. Stevens 1927. Ophiodothella panamensis ingår i släktet Ophiodothella och familjen Phyllachoraceae.   Inga underarter finns listade i Catalogue of Life.